# مسابقات قهرمانی والیبال مردان اروپا ۲۰۱۵
والیبال قهرمانی مردان اروپا ۲۰۱۵ بیست و نهمین دوره از این سری مسابقات بود که از ۹ تا ۱۸ اکتبر ۲۰۱۵ با حضور ۱۶ تیم در ایتالیا و بلغارستان برگزار شد.
تیم‌های فرانسه و اسلوونی به دیدار پایانی این دوره از مسابقات صعود کردند و فرانسه توانست با مغلوب کردن حریف خود در ۳ ست متوالی قهرمانی اروپا در سال ۲۰۱۵ را به‌دست بیاورد. صعود اسلوونی به دیدار پایانی این دوره از مسابقات از شگفتی‌های این دوره از مسابقه‌ها بود چرا که اسلوونی حتی در بین ۳۲ تیم لیگ جهانی والیبال ۲۰۱۵ جایی نداشت.

## انتخابی
- میزبان‌ها
  -  بلغارستان
  -  ایتالیا
- ۵ تیم برتر والیبال قهرمانی مردان اروپا ۲۰۱۳
  -  روسیه
  -  صربستان
  -  فرانسه
  -  آلمان
  -  بلژیک
- مسابقات انتخابی
  -  بلاروس
  -  کرواسی
  -  چک
  -  استونی
  -  فنلاند
  -  هلند
  -  لهستان
  -  اسلواکی
  -  اسلوونی

## گروه‌بندی
قرعه‌کشی برای گروه‌بندی تیم‌ها در ۱۶ فوریه ۲۰۱۵ در صوفیه بلغارستان برگزار شد.
| گروه A        | گروه B      | گروه C       | گروه D      |
| ------------- | ----------- | ------------ | ----------- |
| بلغارستان (۵) | ایتالیا (۲) | لهستان (۴)   | روسیه (۱)   |
| آلمان (۶)     | فرانسه (۷)  | بلژیک (۱۰)   | صربستان (۲) |
| چک (۱۳)       | کرواسی (۲۲) | بلاروس (۲۰)  | اسلواکی (۹) |
| هلند (۱۴)     | استونی (۱۷) | اسلوونی (۱۱) | فنلاند (۸)  |

## ورزشگاه‌ها
| گروه A و دور نهایی | گروه B         | گروه C           | گروه D-پلی آف-یک چهارم نهایی |
| ------------------ | -------------- | ---------------- | ---------------------------- |
| صوفیه، بلغارستان   | تورین، ایتالیا | وارنا، بلغارستان | بوستو آرسیتسیو، ایتالیا      |
| آرنا آرمیک         | تورینو پالاولا | کاخ فرهنگ و ورزش | پالایامامای                  |
| ظرفیت: ۱۲٬۵۰۰      | ظرفیت: ۸٬۳۰۰   | ظرفیت: ۵٬۵۰۰     | ظرفیت: ۵٬۰۰۰                 |
|                    |                |                  |                              |

## نتایج
|  | واجد شرایط برای حضور در یک چهارم نهایی |
|  | واجد شرایط برای حضور در پلی آف         |

### گروه A
|      |           | بازی | بازی | امتیاز | ست  | ست   | ست    | امتیاز | امتیاز | امتیاز |
| رتبه | تیم       | برد  | باخت | امتیاز | برد | باخت | نسبت  | برد    | باخت   | نسبت   |
| ---- | --------- | ---- | ---- | ------ | --- | ---- | ----- | ------ | ------ | ------ |
| ۱    | بلغارستان | ۳    | ۰    | ۷      | ۹   | ۴    | ۲٫۲۵۰ | ۲۹۲    | ۲۷۳    | ۱٫۰۷۰  |
| ۲    | هلند      | ۲    | ۱    | ۶      | ۸   | ۶    | ۱٫۳۳۳ | ۳۱۷    | ۳۰۵    | ۱٫۰۳۹  |
| ۳    | آلمان     | ۱    | ۲    | ۴      | ۵   | ۶    | ۰٫۸۳۳ | ۲۳۹    | ۲۲۳    | ۱٫۰۷۲  |
| ۴    | چک        | ۰    | ۳    | ۱      | ۳   | ۹    | ۰٫۳۳۳ | ۲۲۳    | ۲۷۰    | ۰٫۸۲۶  |

| تاریخ    | ساعت  |           | امتیاز |           | ست ۱  | ست ۲  | ست ۳  | ست ۴  | ست ۵  | مجموع   | گزارش  |
| -------- | ----- | --------- | ------ | --------- | ----- | ----- | ----- | ----- | ----- | ------- | ------ |
| ۹ اکتبر  | ۱۷:۳۰ | چک        | ۱–۳    | هلند      | ۲۱–۲۵ | ۱۷–۲۵ | ۲۵–۲۰ | ۱۸–۲۵ |       | ۸۱–۹۵   | Report |
| ۹ اکتبر  | ۲۰:۳۰ | بلغارستان | ۳–۰    | آلمان     | ۲۵–۲۰ | ۲۵–۱۷ | ۲۵–۲۰ |       |       | ۷۵–۵۷   | Report |
| ۱۰ اکتبر | ۱۷:۳۰ | هلند      | ۳–۲    | آلمان     | ۱۷–۲۵ | ۲۵–۲۳ | ۲۲–۲۵ | ۲۵–۲۱ | ۱۵–۱۳ | ۱۰۴–۱۰۷ | Report |
| ۱۰ اکتبر | ۲۰:۳۰ | چک        | ۲–۳    | بلغارستان | ۲۵–۱۹ | ۲۰–۲۵ | ۲۵–۱۶ | ۱۹–۲۵ | ۹–۱۵  | ۹۸–۱۰۰  | Report |
| ۱۱ اکتبر | ۱۷:۴۵ | آلمان     | ۳–۰    | چک        | ۲۵–۱۴ | ۲۵–۱۴ | ۲۵–۱۶ |       |       | ۷۵–۴۴   | Report |
| ۱۱ اکتبر | ۲۰:۴۵ | هلند      | ۲–۳    | بلغارستان | ۲۷–۲۹ | ۲۵–۲۰ | ۲۶–۲۸ | ۲۵–۲۳ | ۱۵–۱۷ | ۱۱۸–۱۱۷ | Report |

### گروه B
|      |         | بازی | بازی | امتیاز | ست  | ست   | ست    | امتیاز | امتیاز | امتیاز |
| رتبه | تیم     | برد  | باخت | امتیاز | برد | باخت | نسبت  | برد    | باخت   | نسبت   |
| ---- | ------- | ---- | ---- | ------ | --- | ---- | ----- | ------ | ------ | ------ |
| ۱    | فرانسه  | ۳    | ۰    | ۸      | ۹   | ۳    | ۳٫۰۰۰ | ۲۸۲    | ۲۳۷    | ۱٫۱۹۰  |
| ۲    | ایتالیا | ۲    | ۱    | ۷      | ۸   | ۳    | ۲٫۶۶۷ | ۲۵۰    | ۲۲۹    | ۱٫۰۹۲  |
| ۳    | استونی  | ۱    | ۲    | ۳      | ۴   | ۶    | ۰٫۶۶۷ | ۲۱۱    | ۲۲۰    | ۰٫۹۵۹  |
| ۴    | کرواسی  | ۰    | ۳    | ۰      | ۰   | ۹    | ۰٫۰۰۰ | ۱۶۹    | ۲۲۶    | ۰٫۷۴۸  |

| تاریخ    | ساعت  |         | امتیاز |         | ست ۱  | ست ۲  | ست ۳  | ست ۴  | ست ۵  | مجموع  | گزارش  |
| -------- | ----- | ------- | ------ | ------- | ----- | ----- | ----- | ----- | ----- | ------ | ------ |
| ۹ اکتبر  | ۱۸:۰۰ | کرواسی  | ۰–۳    | فرانسه  | ۲۴–۲۶ | ۱۴–۲۵ | ۲۲–۲۵ |       |       | ۶۰–۷۶  | Report |
| ۹ اکتبر  | ۲۱:۰۰ | ایتالیا | ۳–۰    | استونی  | ۲۵–۱۹ | ۲۶–۲۴ | ۲۵–۱۵ |       |       | ۷۶–۵۸  | Report |
| ۱۰ اکتبر | ۱۷:۳۰ | فرانسه  | ۳–۱    | استونی  | ۲۵–۱۳ | ۲۵–۲۲ | ۲۲–۲۵ | ۲۵–۱۸ |       | ۹۷–۷۸  | Report |
| ۱۰ اکتبر | ۲۰:۳۰ | کرواسی  | ۰–۳    | ایتالیا | ۲۳–۲۵ | ۲۱–۲۵ | ۱۹–۲۵ |       |       | ۶۲–۷۵  | Report |
| ۱۱ اکتبر | ۱۵:۰۰ | استونی  | ۳–۰    | کرواسی  | ۲۵–۱۹ | ۲۵–۱۸ | ۲۵–۱۰ |       |       | ۷۵–۴۷  | Report |
| ۱۱ اکتبر | ۱۸:۰۰ | فرانسه  | ۳–۲    | ایتالیا | ۲۳–۲۵ | ۲۱–۲۵ | ۲۵–۱۹ | ۲۵–۱۷ | ۱۵–۱۳ | ۱۰۹–۹۹ | Report |

### گروه C
|      |         | بازی | بازی | امتیاز | ست  | ست   | ست    | امتیاز | امتیاز | امتیاز |
| رتبه | تیم     | برد  | باخت | امتیاز | برد | باخت | نسبت  | برد    | باخت   | نسبت   |
| ---- | ------- | ---- | ---- | ------ | --- | ---- | ----- | ------ | ------ | ------ |
| ۱    | لهستان  | ۳    | ۰    | ۹      | ۹   | ۱    | ۹٫۰۰۰ | ۲۶۰    | ۲۰۰    | ۱٫۳۰۰  |
| ۲    | بلژیک   | ۲    | ۱    | ۶      | ۶   | ۴    | ۱٫۵۰۰ | ۲۳۲    | ۲۳۲    | ۱٫۰۰۰  |
| ۳    | اسلوونی | ۱    | ۲    | ۳      | ۵   | ۶    | ۰٫۸۳۳ | ۲۶۶    | ۲۵۲    | ۱٫۰۵۶  |
| ۴    | بلاروس  | ۰    | ۳    | ۰      | ۰   | ۹    | ۰٫۰۰۰ | ۱۵۱    | ۲۲۵    | ۰٫۶۷۱  |

| تاریخ    | ساعت  |         | امتیاز |         | ست ۱  | ست ۲  | ست ۳  | ست ۴  | ست ۵ | مجموع  | گزارش  |
| -------- | ----- | ------- | ------ | ------- | ----- | ----- | ----- | ----- | ---- | ------ | ------ |
| ۹ اکتبر  | ۱۷:۳۰ | اسلوونی | ۳–۰    | بلاروس  | ۲۵–۱۲ | ۲۵–۲۱ | ۲۵–۱۷ |       |      | ۷۵–۵۰  | Report |
| ۹ اکتبر  | ۲۰:۳۰ | لهستان  | ۳–۰    | بلژیک   | ۲۵–۱۸ | ۲۹–۲۷ | ۲۵–۱۶ |       |      | ۷۹–۶۱  | Report |
| ۱۰ اکتبر | ۱۷:۳۰ | بلاروس  | ۰–۳    | بلژیک   | ۱۷–۲۵ | ۱۸–۲۵ | ۱۷–۲۵ |       |      | ۵۲–۷۵  | Report |
| ۱۰ اکتبر | ۲۰:۳۰ | اسلوونی | ۱–۳    | لهستان  | ۲۱–۲۵ | ۳۰–۲۸ | ۲۶–۲۸ | ۱۳–۲۵ |      | ۹۰–۱۰۶ | Report |
| ۱۱ اکتبر | ۱۵:۰۰ | بلژیک   | ۳–۱    | اسلوونی | ۲۷–۲۵ | ۱۴–۲۵ | ۲۷–۲۵ | ۲۸–۲۶ |      | ۹۶–۱۰۱ | Report |
| ۱۱ اکتبر | ۱۸:۰۰ | بلاروس  | ۰–۳    | لهستان  | ۱۳–۲۵ | ۱۹–۲۵ | ۱۷–۲۵ |       |      | ۴۹–۷۵  | Report |

### گروه D
|      |         | بازی | بازی | امتیاز | ست  | ست   | ست    | امتیاز | امتیاز | امتیاز |
| رتبه | تیم     | برد  | باخت | امتیاز | برد | باخت | نسبت  | برد    | باخت   | نسبت   |
| ---- | ------- | ---- | ---- | ------ | --- | ---- | ----- | ------ | ------ | ------ |
| ۱    | روسیه   | ۳    | ۰    | ۹      | ۹   | ۱    | ۹٫۰۰۰ | ۲۴۶    | ۱۸۷    | ۱٫۳۱۶  |
| ۲    | صربستان | ۲    | ۱    | ۵      | ۷   | ۵    | ۱٫۴۰۰ | ۲۷۷    | ۲۶۱    | ۱٫۰۶۱  |
| ۳    | فنلاند  | ۱    | ۲    | ۳      | ۳   | ۶    | ۰٫۵۰۰ | ۱۹۳    | ۲۱۸    | ۰٫۸۸۵  |
| ۴    | اسلواکی | ۰    | ۳    | ۱      | ۲   | ۹    | ۰٫۲۲۲ | ۲۱۷    | ۲۶۷    | ۰٫۸۱۳  |

| تاریخ    | ساعت  |         | امتیاز |         | ست ۱  | ست ۲  | ست ۳  | ست ۴  | ست ۵ | مجموع   | گزارش  |
| -------- | ----- | ------- | ------ | ------- | ----- | ----- | ----- | ----- | ---- | ------- | ------ |
| ۹ اکتبر  | ۱۷:۳۰ | اسلواکی | ۲–۳    | صربستان | ۲۲–۲۵ | ۲۵–۲۲ | ۲۸–۳۰ | ۲۶–۲۴ | ۹–۱۵ | ۱۱۰–۱۱۶ | Report |
| ۹ اکتبر  | ۲۰:۳۰ | روسیه   | ۳–۰    | فنلاند  | ۲۵–۲۰ | ۲۵–۱۹ | ۲۵–۲۳ |       |      | ۷۵–۶۲   | Report |
| ۱۰ اکتبر | ۱۵:۰۰ | صربستان | ۳–۰    | فنلاند  | ۲۵–۱۹ | ۲۵–۱۵ | ۲۵–۲۱ |       |      | ۷۵–۵۵   | Report |
| ۱۰ اکتبر | ۱۸:۰۰ | اسلواکی | ۰–۳    | روسیه   | ۱۴–۲۵ | ۱۰–۲۵ | ۱۵–۲۵ |       |      | ۳۹–۷۵   | Report |
| ۱۱ اکتبر | ۱۵:۰۰ | فنلاند  | ۳–۰    | اسلواکی | ۲۶–۲۴ | ۲۵–۲۲ | ۲۵–۲۲ |       |      | ۷۶–۶۸   | Report |
| ۱۱ اکتبر | ۱۸:۰۰ | صربستان | ۱–۳    | روسیه   | ۲۳–۲۵ | ۲۵–۲۱ | ۱۸–۲۵ | ۲۰–۲۵ |      | ۸۶–۹۶   | Report |

## دور نهایی

### پلی آف
| تاریخ    | ساعت  |         | امتیاز |         | ست ۱  | ست ۲  | ست ۳  | ست ۴  | ست ۵  | مجموع  | گزارش  |
| -------- | ----- | ------- | ------ | ------- | ----- | ----- | ----- | ----- | ----- | ------ | ------ |
| ۱۳ اکتبر | ۱۷:۳۰ | هلند    | ۰–۳    | اسلوونی | ۱۶–۲۵ | ۱۹–۲۵ | ۲۲–۲۵ |       |       | ۵۷–۷۵  | Report |
| ۱۳ اکتبر | ۱۷:۳۰ | صربستان | ۳–۲    | استونی  | ۲۱–۲۵ | ۱۴–۲۵ | ۲۵–۸  | ۲۵–۲۲ | ۱۵–۱۳ | ۱۰۰–۹۳ | Report |
| ۱۳ اکتبر | ۲۰:۳۰ | بلژیک   | ۰–۳    | آلمان   | ۱۶–۲۵ | ۲۹–۳۱ | ۱۷–۲۵ |       |       | ۶۲–۸۱  | Report |
| ۱۳ اکتبر | ۲۰:۳۰ | ایتالیا | ۳–۰    | فنلاند  | ۲۵–۱۹ | ۲۵–۱۶ | ۲۵–۲۲ |       |       | ۷۵–۵۷  | Report |

### یک چهارم نهایی
| تاریخ    | ساعت  |           | امتیاز |         | ست ۱  | ست ۲  | ست ۳  | ست ۴  | ست ۵  | مجموع   | گزارش  |
| -------- | ----- | --------- | ------ | ------- | ----- | ----- | ----- | ----- | ----- | ------- | ------ |
| ۱۴ اکتبر | ۱۷:۴۵ | لهستان    | ۲–۳    | اسلوونی | ۱۷–۲۵ | ۱۹–۲۵ | ۲۵–۲۳ | ۲۵–۱۹ | ۱۴–۱۶ | ۱۰۰–۱۰۸ | Report |
| ۱۴ اکتبر | ۱۷:۳۰ | فرانسه    | ۳–۱    | صربستان | ۲۵–۲۲ | ۲۵–۲۳ | ۱۴–۲۵ | ۲۵–۲۰ |       | ۸۹–۹۰   | Report |
| ۱۴ اکتبر | ۲۰:۴۵ | بلغارستان | ۳–۰    | آلمان   | ۲۵–۱۹ | ۲۵–۲۳ | ۲۵–۲۳ |       |       | ۷۵–۶۵   | Report |
| ۱۴ اکتبر | ۲۰:۳۰ | روسیه     | ۰–۳    | ایتالیا | ۲۰–۲۵ | ۱۹–۲۵ | ۱۹–۲۵ |       |       | ۵۸–۷۵   | Report |

### نیمه نهایی
| تاریخ    | ساعت  |           | امتیاز |         | ست ۱  | ست ۲  | ست ۳  | ست ۴  | ست ۵  | مجموع   | گزارش  |
| -------- | ----- | --------- | ------ | ------- | ----- | ----- | ----- | ----- | ----- | ------- | ------ |
| ۱۷ اکتبر | ۱۷:۴۵ | اسلوونی   | ۳–۱    | ایتالیا | ۲۵–۱۳ | ۲۳–۲۵ | ۲۵–۲۰ | ۲۵–۲۰ |       | ۹۸–۷۸   | Report |
| ۱۷ اکتبر | ۲۰:۴۵ | بلغارستان | ۲–۳    | فرانسه  | ۲۵–۱۸ | ۲۵–۲۲ | ۲۴–۲۶ | ۲۱–۲۵ | ۱۲–۱۵ | ۱۰۷–۱۰۶ | Report |

### رده‌بندی
| تاریخ    | ساعت  |           | امتیاز |         | ست ۱  | ست ۲  | ست ۳  | ست ۴  | ست ۵ | مجموع | گزارش  |
| -------- | ----- | --------- | ------ | ------- | ----- | ----- | ----- | ----- | ---- | ----- | ------ |
| ۱۸ اکتبر | ۱۷:۳۰ | بلغارستان | ۱–۳    | ایتالیا | ۲۰–۲۵ | ۱۴–۲۵ | ۲۵–۲۳ | ۲۰–۲۵ |      | ۷۹–۹۸ | Report |

### نهایی
| تاریخ    | ساعت  |        | امتیاز |         | ست ۱  | ست ۲  | ست ۳  | ست ۴ | ست ۵ | مجموع | گزارش  |
| -------- | ----- | ------ | ------ | ------- | ----- | ----- | ----- | ---- | ---- | ----- | ------ |
| ۱۸ اکتبر | ۲۰:۴۵ | فرانسه | ۳–۰    | اسلوونی | ۲۵–۱۹ | ۲۹–۲۷ | ۲۹–۲۷ |      |      | ۸۳–۷۳ | Report |

## رده‌بندی نهایی
| رده | تیم       |
| --- | --------- |
| 1   | فرانسه    |
| 2   | اسلوونی   |
| 3   | ایتالیا   |
| ۴   | بلغارستان |
| ۵   | لهستان    |
| ۶   | روسیه     |
| ۷   | صربستان   |
| ۸   | آلمان     |
| ۹   | هلند      |
| ۱۰  | بلژیک     |
| ۱۱  | استونی    |
| ۱۲  | فنلاند    |
| ۱۳  | چک        |
| ۱۴  | اسلواکی   |
| ۱۵  | کرواسی    |
| ۱۶  | بلاروس    |

| والیبال قهرمانی مردان اروپا ۲۰۱۵ |
| -------------------------------- |
| · فرانسه · اولین عنوان           |

| فهرست ۱۴ مرد تیم قهرمان |
| جوناس آگنیر، جنیا گربنیکوف، آنتونین روزیر، بنجامین تونیوتی ، کوین تیلیه، اروین انگاپت، کوین لو رو، جولین لینل، پیر پوجل، نیکولا لگوف، نیکولاس مارشال، فرانک لافیت، نیکولا غوسا، موری سیدیبه |
| سرمربی |
| لوران تیلیه |

## جوایز
| - باارزش‌ترین بازیکن آنتونین روزیر - بهترین پاسور سیمونه جیانلی - بهترین پشت خط زن تینه اورنائوت اروین انگاپت | - بهترین مدافع میانی تئودور تودوروف ویکتور یوسیفوف - بهترین اسپکر ایوان زایتسف - بهترین لیبرو جنیا گربنیکوف - جایزه بازی جوانمردانه ولادیمیر نیکولوف |